# Commanderie de Carentoir
La commanderie de Carentoir se situe dans le village du Temple, un hameau de la commune de Carentoir, dans le département du Morbihan, à environ soixante kilomètres au nord de Saint-Nazaire, soixante kilomètres de Vannes et de Rennes. La commanderie, dont il ne reste que l'église, est aujourd'hui le centre d'un petit hameau au lieu-dit le Temple, éloigné de quelques kilomètres du village de Carentoir.

## Historique
La fondation de la commanderie remonterait à 1182 sur des terrains cédés par le duc de Bretagne qui portaient le nom de Karantoe, du breton Ker-en-Touer signifiant le village des Couvreurs en raison de la présence de carrières d'ardoise dans le secteur. 
Le duc de Bretagne Conan IV en aurait fait don à l'ordre du Temple dans sa charte de 1182, dont l'authenticité est discutable. En effet, le duc Conan IV est mort en 1171. Il semblerait que les Templiers l'aient faite rédiger à la fin du XIIIe siècle, dans le but de légitimer leurs possessions bretonnes, pendant que les ducs avaient centralisé le pouvoir. Ce document, certes apocryphe, n'en est pas moins intéressant : il décrit en détail les possessions de l'ordre du Temple en Bretagne à cette époque. La commanderie de Carentoir y est présente : on la mentionne sous le nom de Karantoe. 
La commanderie se situe au village du Temple, distant de 4 kilomètres du bourg de Carentoir.
Les Templiers y construisirent une église et y installèrent une commanderie, aujourd'hui disparue, vraisemblablement sur initiative des ducs de Bretagne. Aujourd'hui, seul l'arc roman séparant le chanceau de la nef est d'origine. Le reste fut rebâti au cours des siècles. Elle devint rapidement la principale commanderie de Bretagne ayant la mainmise sur de nombreux établissements de l'ordre du Temple, rôle qu'elle conserva lors de sa possession par les Hospitaliers de l'ordre de Saint-Jean de Jérusalem.
La tradition populaire veut que lors de leur arrestation, les Templiers de la commanderie aient tous été massacrés au pied d'un chêne, situé près de la chapelle de Fondelienne, à mi-chemin entre leur commanderie et le bourg du Temple, et non faits prisonniers.

## Organisation
Il existe peu de documents retraçant l'organisation de la commanderie. Ils naissent principalement après le XIIIe siècle, pendant la possession par les Hospitaliers de la commanderie.
Toutefois, on peut affirmer qu'au XIIe siècle, le village possédait trois rues principales et un four banal, ce qui reste encore à peu près la configuration du hameau aujourd'hui.
L'église dédiée à saint Jean est toujours présente, appelée église Saint-Jean du Temple, construite à cette même époque. À l'intérieur, on peut y voir un gisant unique en France car taillé dans le bois. Il s'agit d'un chevalier templier ou hospitalier représenté en cotte d'arme. Ce gisant porte le nom de « Tombeau du Templier » ou de « Saint Dormant ».
Toutefois, cette église ne rythme plus la vie religieuse du Hameau du Temple. Son état s'est dégradé, et les offices religieux y sont tombés en désuétude, bien que parfois le prêtre de la paroisse de Carentoir même vienne y rendre la messe. L'été, l'église est ouverte aux visiteurs.
Concernant les anciennes possessions de Carentoir, on peut trouver à Questembert deux chapelles, dont Notre-Dame de Brehardec, et une autre à Coëtbihan. Limerzel possédait deux chapelles : le Temple de haut et le Temple de bas, distants de moins de 4 km l'un de l'autre, seule subsiste aujourd'hui la chapelle du Temple de haut. Fescal et Merlevenez, ont aussi toutes deux conservé une chapelle. Celle de Merlevenez est considérée comme un des plus beaux édifices romans bretons. Pour être plus complet on peut citer aussi la chapelle Saint-Jean de Lantiern commune d'Arzal, les églises du Guerno et de la Vraie Croix, mais aussi le temple de la Coëfferie en Messac qui dépendaient aussi de la commanderie de Carentoir.
Parmi les Commandeurs du Temple de Carentoir, on connaît notamment Gilles du Buisson en 1624, Siméon Bouchereau en 1738, Jacques Frin des Touches en 1745 et Claude Le Normand en 1776 ; Des Valettes fut le dernier commandeur en 1790.

## Rénovation
L'église Saint-Jean du Temple est aujourd'hui restaurée dans sa forme originelle. Les objets votifs anciens, le gisant en bois ainsi que les meubles ont été également restaurés, et l'église est accessible au public.